# 383º Battaglione costiero
Il 383º Battaglione Costiero fu un battaglione di fanteria del Regio Esercito Italiano durante la seconda guerra mondiale.
Comandato dal tenente colonnello Francesco Milazzo (Medaglia d’Argento al Valor Militare), era schierato tra Punta Secca e la foce del fiume Irminio, ed aveva sede a Santa Croce Camerina.

## Descrizione
Il Battaglione era inquadrato nel 123º Reggimento fanteria, con comando a Scicli, sotto il comando del colonnello Giuseppe Primaverile; era inoltre composto da circa 600 uomini, suddivisi in quattro compagnie e un plotone ciclisti.
Veniva impiegato nella difesa costiera e territoriale della provincia di Ragusa, con particolare attenzione al litorale e ai punti strategici dell’entroterra. Le sue postazioni difensive erano così articolate:
- Posto di blocco 451, situato tra Santa Croce Camerina e Punta Secca, era equipaggiato con un cannone da 47/32 Mod. 1935.
- Posto di blocco 452, noto anche come Posto di blocco Villa Criscione, si trovava all’incrocio tra le strade per Ragusa, Marina di Ragusa, Scicli e Santa Croce Camerina. Era anch’esso dotato di un cannone da 47/32 Mod. 1935 ed era comandato dal tenente Sajia.
- Caposaldo di Cozzo Cappello, posizionato a est di Santa Croce Camerina, ospitava la 73ª batteria del 25º gruppo di artiglieria, armata con quattro pezzi da 149/35. Il comando era affidato al capitano Guglielmo Tarro.
- Caposaldo di Comitini, presidiato da 22 uomini agli ordini del capitano Vincenzo Serra, decorato con Medaglia d’Argento al Valor Militare alla memoria per l’eroica resistenza opposta durante lo sbarco alleato del 9–10 luglio 1943. Serra rifiutò più volte la resa, combattendo fino alla morte contro centinaia di paracadutisti nemici.[3]
- Caposaldo di Camemi, difeso da un plotone di quindici soldati della 511ª Compagnia Mitraglieri da posizione, comandato dal tenente Giunio Sella, anch’egli decorato con la Medaglia d’Argento al Valor Militare alla memoria. Anche Sella, come Serra, oppose una strenua resistenza contro forze superiori, sacrificando la propria vita nel tentativo di contenere lo sbarco.[4]
- A Punta Secca era inoltre posizionato un cannone da 75/27, non assegnato a una batteria specifica, con funzioni anti-sbarco e anticarro.

## Storia
Nelle prime ore del 10 luglio 1943, unità della 101ª Divisione Aviotrasportata statunitense si paracadutarono sulle campagne della provincia di Ragusa, sorprendendo le forze italiane poste a difesa costiera, che si attendevano lo sbarco esclusivamente dal mare. Le truppe statunitensi attaccarono le postazioni italiane dall’entroterra, sfruttando la superiorità del loro armamento automatico contro i moschetti risalenti alla prima guerra mondiale in dotazione ai soldati italiani.
Alle spalle della prima linea difensiva italiana, si muovevano vari reparti di paracadutisti americani. Presso Santa Croce Camerina, nell’area di Capo Scalambri, il comando del 383º Battaglione costiero, rinforzato da militari dell’Arma dei Carabinieri del Comando Stazione e da una quindicina di volontari civili, riuscì a catturare o eliminare numerosi incursori nemici. Nel frattempo, in direzione del centro abitato si muoveva il 157º Gruppo Tattico Reggimentale del colonnello Anckorn, supportato da alcuni mezzi corazzati del 753º Battaglione Corazzato statunitense.
Alle ore 07:30 ebbe inizio lo scontro tra i paracadutisti americani e i capisaldi italiani di Camemi e Comitini (durante la Battaglia di Camemi). Nonostante un’accanita resistenza, entrambi i capisaldi furono sopraffatti.
Con l’arrivo della luce del giorno, attraverso la Strada Provinciale 25, avanzò la colonna Cent della 45ª Divisione di Fanteria statunitense, sbarcata tra Scoglitti e Punta Braccetto. Dopo aver superato il caposaldo di Case Camemi, la colonna si diresse verso Ragusa, imbattendosi nel Posto di Blocco 452. Qui, i militari italiani – pur equipaggiati solo con due mitragliatrici, un pezzo anticarro e alcuni moschetti residuati bellici – opposero resistenza, consapevoli dell’inadeguatezza dei mezzi a loro disposizione contro i carri armati americani. Il tentativo di invio di rinforzi da parte del colonnello Giuseppe Primaverile, comandante del 123º Reggimento fanteria, fu respinto dal fuoco nemico. Anche un secondo contingente inviato dal Distretto Militare di Ragusa, composto da circa cinquanta uomini guidati da un capitano, non raggiunse la destinazione, in quanto intercettato e attaccato da truppe statunitensi, subendo perdite. Il Posto di Blocco 452 fu mantenuto fino alle ore 13:00, quando i difensori furono costretti ad abbandonarlo.
Nel pomeriggio, il tenente colonnello Milazzo ordinò la ritirata verso nord. Alle ore 15:45 le truppe statunitensi fecero il loro ingresso nel centro urbano di Santa Croce Camerina.
Verso le 18:00, un reparto del 2º Battaglione del 506º Reggimento Paracadutisti di Fanteria americano occupò Marina di Ragusa, poco a est di Capo Scalambri (Punta Secca), stabilendo una posizione d’attesa in vista del ricongiungimento con l’avanzante 45ª Divisione di Fanteria statunitense. In quello stesso frangente caddero anche il Caposaldo di Punta Secca e il Posto di Blocco 451, che era stato rinforzato da personale della Regia Marina.
Alle ore 19:00, dopo un intenso combattimento, la 73ª Batteria da 149/35, posizionata nel caposaldo di Cozzo Cappello, venne ridotta al silenzio da un bombardamento navale corretto da aerei da ricognizione. Tuttavia, l’intero caposaldo fu espugnato solo nella mattinata successiva, intorno alle ore 11:00.

## Memoria
Il 19 maggio 2018 fu posta una lapide in memoria del Capitano Vincenzo Maria Giuseppe Serra e dei soldati del 383º Battaglione Costiero, presso la Villa Comitini di Santa Croce Camerina, sulla strada comunale Santa Croce Camerina – Punta Secca (ex-Strada Provinciale n. 35).
Sulla lapide si legge:
L'associazione Culturale Lamba Doria l'anno 2018 pose.»
Si ricordano anche:
- Alfio Abbate, caporal maggiore (Medaglia di Argento al valor militare);[5]
- Rosario Granata, caporal maggiore (Medaglia di Argento al valor militare);[6]
- Antonio De Franciscis, tenente di fanteria di complemento (Medaglia di Bronzo).[7]